# Urau
Urau est une commune française située dans le sud du département de la Haute-Garonne, en région Occitanie, dans le Comminges.
Sur le plan historique et culturel, la commune est dans le pays de Comminges, correspondant à l’ancien comté de Comminges, circonscription de la province de Gascogne située sur les départements actuels du Gers, de la Haute-Garonne, des Hautes-Pyrénées et de l'Ariège. Exposée à un climat océanique altéré, elle est drainée par le Rieuaris et par divers autres petits cours d'eau. La commune possède un patrimoine naturel remarquable composé de quatre zones naturelles d'intérêt écologique, faunistique et floristique.
Urau est une commune rurale qui compte 116 habitants en 2022, après avoir connu un pic de population de 588 habitants en 1866. Ses habitants sont appelés les Urauquois ou  Urauquoises.

## Géographie

### Localisation
La commune d'Urau se trouve dans le département de la Haute-Garonne, en région Occitanie.
Elle se situe à 76 km à vol d'oiseau de Toulouse, préfecture du département, à 22 km de Saint-Gaudens, sous-préfecture, et à 39 km de Bagnères-de-Luchon, bureau centralisateur du canton de Bagnères-de-Luchon dont dépend la commune depuis 2015 pour les élections départementales.
La commune fait en outre partie du bassin de vie de Salies-du-Salat.
Les communes les plus proches sont : 
Saleich (1,6 km), Francazal (3,3 km), Castelbiague (3,4 km), Mauvezin-de-Prat (3,6 km), Fougaron (3,8 km), Lacave (4,3 km), Castagnède (4,6 km), Arbas (4,7 km).
Sur le plan historique et culturel, Urau fait partie du pays de Comminges, correspondant à l’ancien comté de Comminges, circonscription de la province de Gascogne située sur les départements actuels du Gers, de la Haute-Garonne, des Hautes-Pyrénées et de l'Ariège.
Urau est limitrophe de huit autres communes dont trois dans le département de l'Ariège.
Les communes limitrophes sont  Balaguères, Buzan, Castelbiague, Fougaron, Francazal, Montastruc-de-Salies et Saleich.
| Castelbiague         | Saleich        | Francazal                            |
| Montastruc-de-Salies | Urau           | Cazavet (Ariège, par un quadripoint) |
| Fougaron             | Buzan (Ariège) | Balaguères (Ariège)                  |

### Géologie et relief
La superficie de la commune est de 1 845 hectares ; son altitude varie de 359  à   1 260 mètres.

### Hydrographie

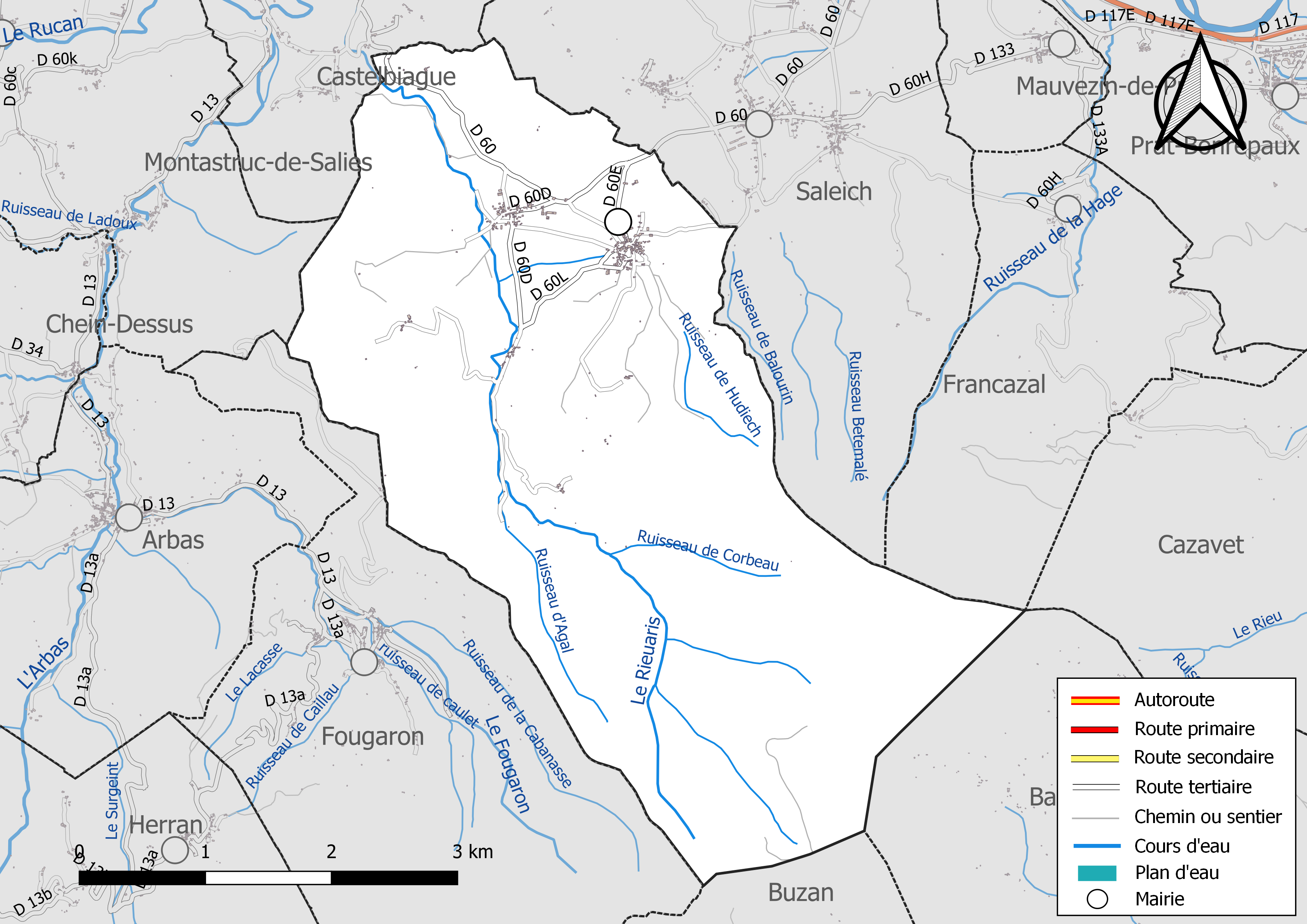
Réseaux hydrographique et routier d'Urau.

La commune est dans le bassin de la Garonne, au sein du bassin hydrographique Adour-Garonne. Elle est drainée par le Rieuaris, le ruisseau d'Agal, le ruisseau de Balourin, le ruisseau de Corbeau, le ruisseau de Coume-Clare, le ruisseau de Hudiech, le ruisseau des Graus et par un petit cours d'eau, constituant un réseau hydrographique de 17 km de longueur totale,.

### Climat
Pour des articles plus généraux, voir Climat de l'Occitanie et Climat de la Haute-Garonne.
En 2010, le climat de la commune est de type climat océanique altéré, selon une étude s'appuyant sur une série de données couvrant la période 1971-2000. En 2020, Météo-France publie une typologie des climats de la France métropolitaine dans laquelle la commune est exposée à un climat de montagne ou de marges de montagne et est dans la région climatique Pyrénées centrales, caractérisée par une pluviométrie annuelle de 1 000 à 1 200 mm.
Pour la période 1971-2000, la température annuelle moyenne est de 12,5 °C, avec une amplitude thermique annuelle de 14,8 °C. Le cumul annuel moyen de précipitations est de 1 043 mm, avec 10,4 jours de précipitations en janvier et 7,5 jours en juillet. Pour la période 1991-2020, la température moyenne annuelle observée sur la station météorologique la plus proche, située sur la commune de Palaminy à 23 km à vol d'oiseau, est de 13,2 °C et le cumul annuel moyen de précipitations est de 715,2 mm,. Pour l'avenir, les paramètres climatiques de la commune estimés pour 2050 selon différents scénarios d'émission de gaz à effet de serre sont consultables sur un site dédié publié par Météo-France en novembre 2022.

### Milieux naturels et biodiversité

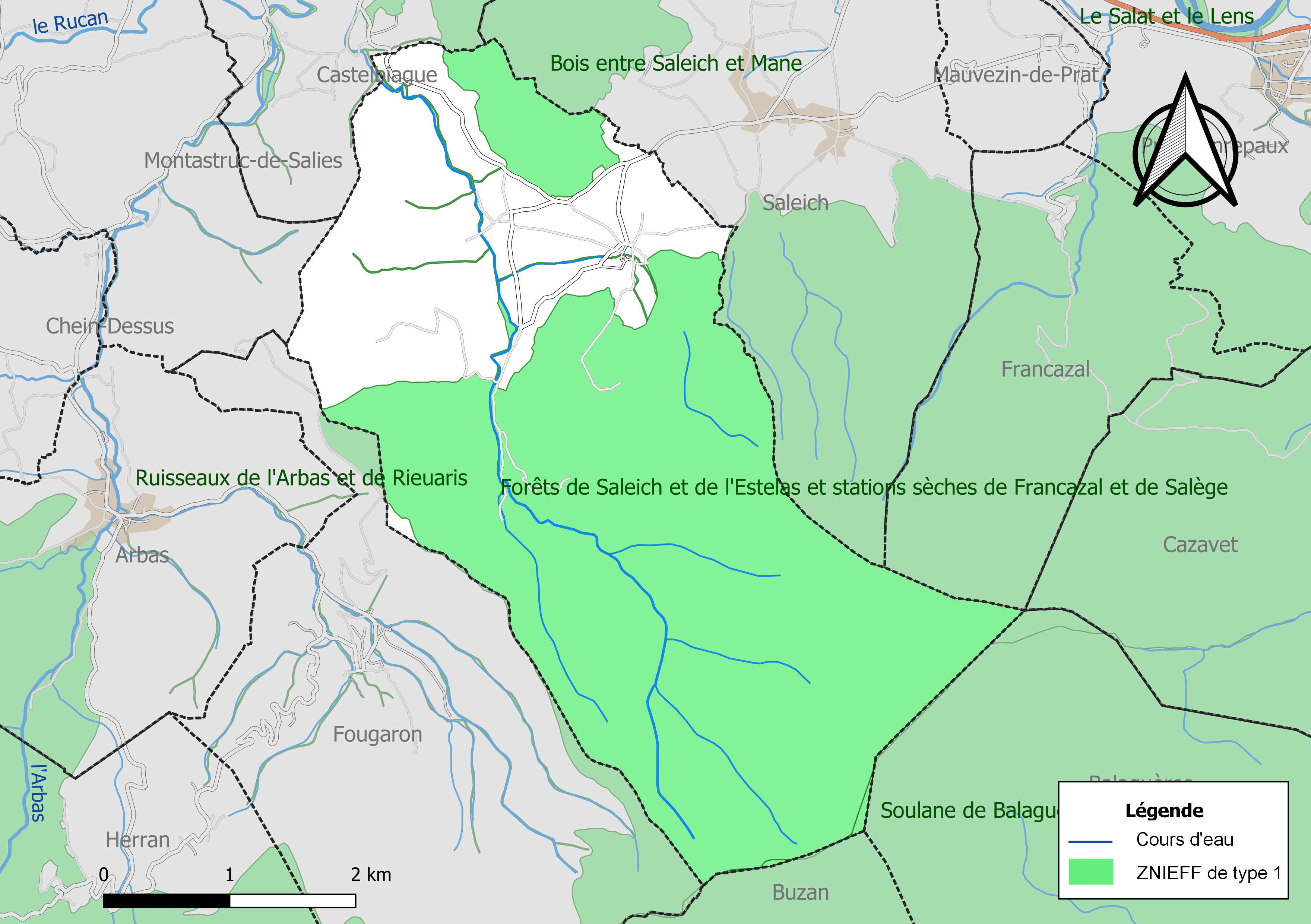
Carte des ZNIEFF de type 1 localisées sur la commune.

L’inventaire des zones naturelles d'intérêt écologique, faunistique et floristique (ZNIEFF) a pour objectif de réaliser une couverture des zones les plus intéressantes sur le plan écologique, essentiellement dans la perspective d’améliorer la connaissance du patrimoine naturel national et de fournir aux différents décideurs un outil d’aide à la prise en compte de l’environnement dans l’aménagement du territoire.
Trois ZNIEFF de type 1 sont recensées sur la commune :
- les « bois entre Saleich et Mane » (882 ha), couvrant 6 communes du département[17] ;
- les « forêts de Saleich et de l'Estelas et stations sèches de Francazal et de Salège » (3 194 ha), couvrant 8 communes dont quatre dans l'Ariège et quatre dans la Haute-Garonne[18],
- les « ruisseaux de l'Arbas et de Rieuaris » (64 ha), couvrant 9 communes du département[19] ;

et une ZNIEFF de type 2, : 
le « massif de l'Arbas » (27 233 ha), couvrant 45 communes dont 24 dans l'Ariège et 21 dans la Haute-Garonne.

## Urbanisme

### Typologie
Au 1er janvier 2024, Urau est catégorisée commune rurale à habitat dispersé, selon la nouvelle grille communale de densité à sept niveaux définie par l'Insee en 2022.
Elle est située hors unité urbaine et hors attraction des villes,.

### Occupation des sols
L'occupation des sols de la commune, telle qu'elle ressort de la base de données européenne d’occupation biophysique des sols Corine Land Cover (CLC), est marquée par l'importance des forêts et milieux semi-naturels (80,5 % en 2018), une proportion identique à celle de 1990 (80,5 %). La répartition détaillée en 2018 est la suivante : 
forêts (79,1 %), prairies (9,8 %), zones agricoles hétérogènes (9,7 %), milieux à végétation arbustive et/ou herbacée (1,4 %). L'évolution de l’occupation des sols de la commune et de ses infrastructures peut être observée sur les différentes représentations cartographiques du territoire : la carte de Cassini (XVIIIe siècle), la carte d'état-major (1820-1866) et les cartes ou photos aériennes de l'IGN pour la période actuelle (1950 à aujourd'hui).

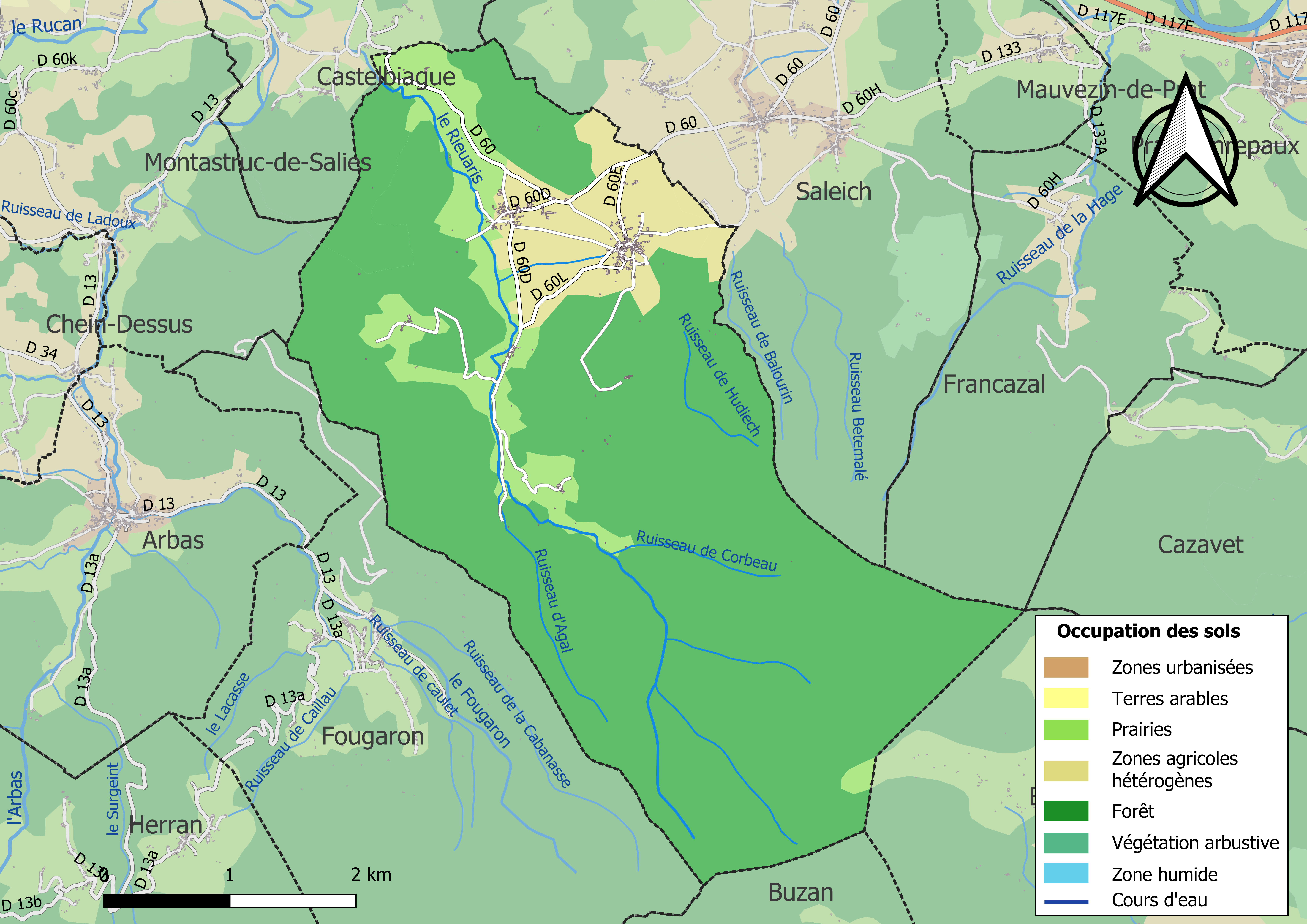
Carte des infrastructures et de l'occupation des sols de la commune en 2018 (CLC).

### Risques majeurs
Le territoire de la commune d'Urau est vulnérable à différents aléas naturels : météorologiques (tempête, orage, neige, grand froid, canicule ou sécheresse), inondations, feux de forêts et séisme (sismicité modérée). Un site publié par le BRGM permet d'évaluer simplement et rapidement les risques d'un bien localisé soit par son adresse soit par le numéro de sa parcelle.
Certaines parties du territoire communal sont susceptibles d’être affectées par le risque d’inondation par débordement de cours d'eau, notamment La commune a été reconnue en état de catastrophe naturelle au titre des dommages causés par les inondations et coulées de boue survenues en 1982, 1999 et 2009,.
Un plan départemental de protection des forêts contre les incendies a été approuvé par arrêté préfectoral du 25 septembre 2006. Urau est exposée au risque de feu de forêt du fait de la présence sur son territoire des massifs des piémonts des Pyrénées et des Pyrénées. Il est ainsi défendu aux propriétaires de la commune et à leurs ayants-droit de porter ou d’allumer du feu dans l'intérieur et à une distance de 200 mètres des bois, forêts, plantations, reboisements ainsi que des landes. L’écobuage est également interdit, ainsi que les feux de type méchouis et barbecues, à l’exception de ceux prévus dans des installations fixes (non situées sous couvert d'arbres) constituant une dépendance d'habitation,

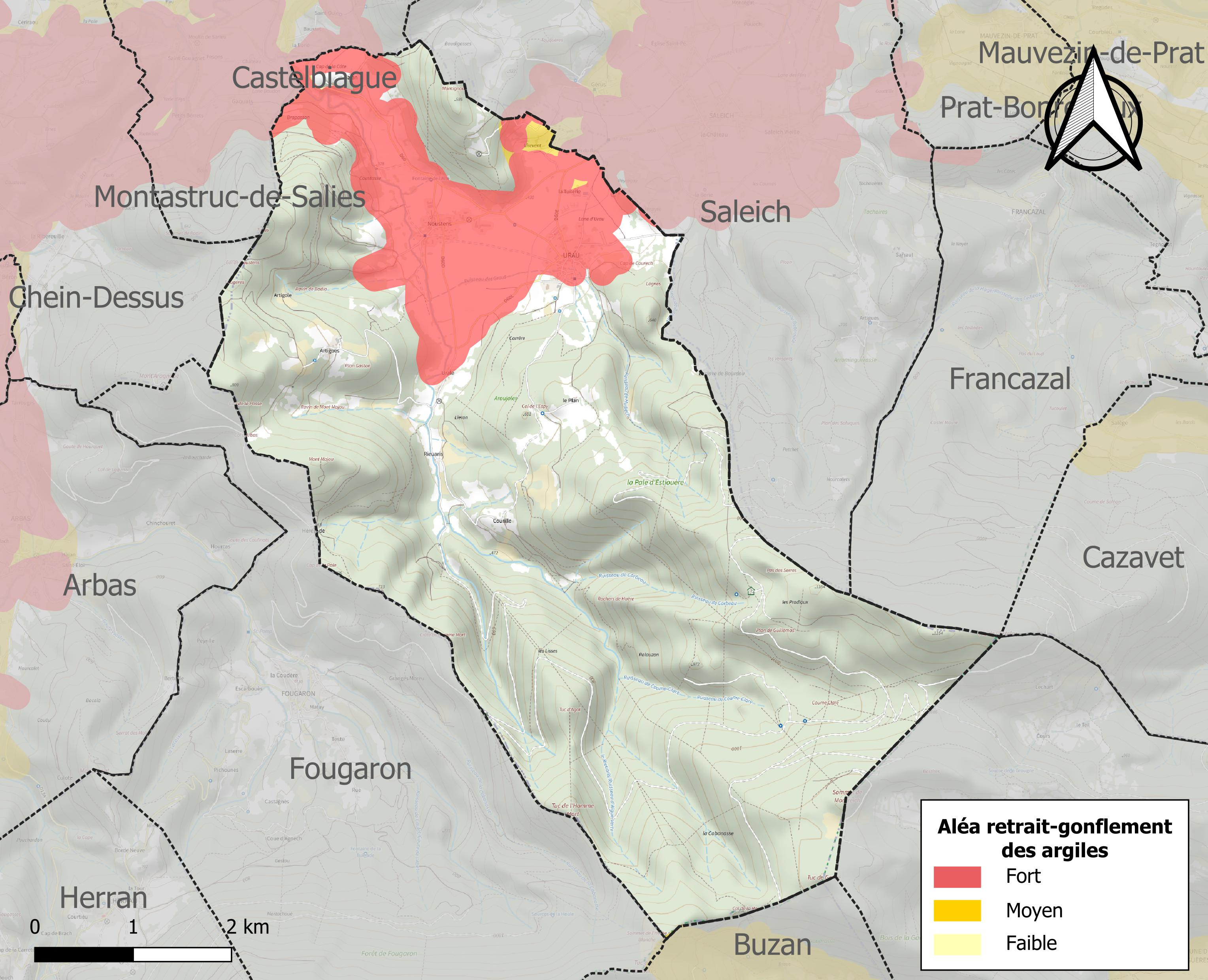
Carte des zones d'aléa retrait-gonflement des sols argileux d'Urau.

Le retrait-gonflement des sols argileux est susceptible d'engendrer des dommages importants aux bâtiments en cas d’alternance de périodes de sécheresse et de pluie. 15,8 % de la superficie communale est en aléa moyen ou fort (88,8 % au niveau départemental et 48,5 % au niveau national). Sur les 94 bâtiments dénombrés sur la commune en 2019, 80 sont en aléa moyen ou fort, soit 85 %, à comparer aux 98 % au niveau départemental et 54 % au niveau national. Une cartographie de l'exposition du territoire national au retrait gonflement des sols argileux est disponible sur le site du BRGM,.
Par ailleurs, afin de mieux appréhender le risque d’affaissement de terrain, l'inventaire national des cavités souterraines permet de localiser celles situées sur la commune.
Concernant les mouvements de terrains, la commune a été reconnue en état de catastrophe naturelle au titre des dommages causés par la sécheresse en 1995 et par des mouvements de terrain en 1999.

## Histoire
En 1871, Urau se sépare de la commune de Saleich. Avant cette date, l'histoire des deux villages est commune. Un recensement de 1829 dénombre 1 518 habitants dont 599 pour les hameaux d'Urau, Peyrégué, Courille, col de Hérégadé, Artigues, Noustens et Urale. C'est en 1846 que la population sera la plus importante avec 1 621 habitants.
Église Saint-Maurice (1821-1879). Construite en 1821, cette église s'élève à l'emplacement d'un ancien oratoire, établi en annexe de la paroisse de Saleich. Elle subit une modification et une surélévation en 1879.
Urau a construit un Réseau d'initiative public Wi-Fi (Aménagement numérique) qui permet depuis 2007 aux habitants de bénéficier d'offres Internet haut débit via le FAI als@tis.

## Politique et administration

### Administration municipale
Le nombre d'habitants au recensement de 2011 étant compris entre 100 et 499, le nombre de membres du conseil municipal pour l'élection de 2014 est de onze,.

### Rattachements administratifs et électoraux
Commune faisant partie de la huitième circonscription de la Haute-Garonne, de la communauté de communes Cagire-Garonne-Salat et du canton de Bagnères-de-Luchon (avant le redécoupage départemental de 2014, Urau faisait partie de l'ex-canton de Salies-du-Salat et, avant le 1er janvier 2017, de la Communauté de communes du canton de Salies-du-Salat).

### Liste des maires
| Période                                  | Période  | Identité          | Étiquette | Qualité |
| ---------------------------------------- | -------- | ----------------- | --------- | ------- |
|                                          |          | Isidore Ribet     |           |         |
|                                          | 1959     | Bertrand Noustens |           |         |
| 1959                                     | 1971     | Marius Fouert     |           |         |
| 1971                                     | 1989     | Édouard Paturey   |           |         |
| 1989                                     | 2001     | Jean Audibert     |           |         |
| 2001                                     | 2014     | Jean-Paul Ortet   |           |         |
| 2014                                     | 2020     | Jean-Louis Plé    |           |         |
| 2020                                     | 2021     | Lilian Velasco    |           |         |
| 2021                                     | En cours | Michèle Vaquié    |           |         |
| Les données manquantes sont à compléter. |          |                   |           |         |

## Population et société

### Démographie
L'évolution du nombre d'habitants est connue à travers les recensements de la population effectués dans la commune depuis 1866. Pour les communes de moins de 10 000 habitants, une enquête de recensement portant sur toute la population est réalisée tous les cinq ans, les populations de référence des années intermédiaires étant quant à elles estimées par interpolation ou extrapolation. Pour la commune, le premier recensement exhaustif entrant dans le cadre du nouveau dispositif a été réalisé en 2004.

En 2022, la commune comptait 116 habitants, en évolution de −6,45 % par rapport à 2016 (Haute-Garonne : +8,02 %, France hors Mayotte : +2,11 %).
| 1866 | 1872 | 1876 | 1881 | 1886 | 1891 | 1896 | 1901 | 1906 |
| ---- | ---- | ---- | ---- | ---- | ---- | ---- | ---- | ---- |
| 588  | 506  | 503  | 478  | 448  | 434  | 423  | 420  | 420  |

| 1911 | 1921 | 1926 | 1931 | 1936 | 1946 | 1954 | 1962 | 1968 |
| ---- | ---- | ---- | ---- | ---- | ---- | ---- | ---- | ---- |
| 412  | 401  | 336  | 319  | 294  | 263  | 257  | 214  | 190  |

| 1975 | 1982 | 1990 | 1999 | 2004 | 2006 | 2009 | 2014 | 2019 |
| ---- | ---- | ---- | ---- | ---- | ---- | ---- | ---- | ---- |
| 163  | 142  | 146  | 136  | 138  | 137  | 148  | 128  | 120  |

| 2022 | - | - | - | - | - | - | - | - |
| ---- | - | - | - | - | - | - | - | - |
| 116  | - | - | - | - | - | - | - | - |

| selon la population municipale des années : | 1968 | 1975 | 1982 | 1990 | 1999 | 2006 | 2009 | 2013 |
| Rang de la commune dans le département      | 297  | 440  | 408  | 400  | 432  | 428  | 426  | 445  |
| Nombre de communes du département           | 592  | 582  | 586  | 588  | 588  | 588  | 589  | 589  |

### Enseignement
Urau fait partie de l'académie de Toulouse.

### Culture et festivité
Depuis 2007, début septembre se déroulent les « Urauquoises », une manifestation culturelle destinée à faire vivre la mémoire des us et coutumes.
La fête locale se déroule à la Pentecôte depuis les années 1960, auparavant elle avait lieu en septembre autour de la Saint Maurice.

### Activités sportives
Chasse, randonnée,

## Économie

### Emploi
|                | 2008  | 2013  | 2018  |
| -------------- | ----- | ----- | ----- |
| Commune        | 3,2 % | 6,8 % | 5,3 % |
| Département    | 7,7 % | 9,6 % | 9,3 % |
| France entière | 8,3 % | 10 %  | 10 %  |

En 2018, la population âgée de 15 à 64 ans s'élève à 77 personnes, parmi lesquelles on compte 76,3 % d'actifs (71,1 % ayant un emploi et 5,3 % de chômeurs) et 23,7 % d'inactifs,. Depuis 2008, le taux de chômage communal (au sens du recensement) des 15-64 ans est inférieur à celui de la France et du département.
La commune est hors attraction des villes,. Elle compte 16 emplois en 2018, contre 13 en 2013 et 19 en 2008. Le nombre d'actifs ayant un emploi résidant dans la commune est de 55, soit un indicateur de concentration d'emploi de 29,1 % et un taux d'activité parmi les 15 ans ou plus de 52,2 %.
Sur ces 55 actifs de 15 ans ou plus ayant un emploi, 14 travaillent dans la commune, soit 26 % des habitants. Pour se rendre au travail, 92,7 % des habitants utilisent un véhicule personnel ou de fonction à quatre roues, 7,2 % s'y rendent en deux-roues, à vélo ou à pied et.

### Activités hors agriculture
8 établissements sont implantés  à Urau au 31 décembre 2019.
Le secteur du commerce de gros et de détail, des transports, de l'hébergement et de la restauration est prépondérant sur la commune puisqu'il représente 37,5 % du nombre total d'établissements de la commune (3 sur les 8 entreprises implantées  à Urau), contre 25,9 % au niveau départemental.

### Agriculture
|               | 1988 | 2000 | 2010 | 2020 |
| ------------- | ---- | ---- | ---- | ---- |
| Exploitations | 20   | 16   | 12   | 9    |
| SAU (ha)      | 505  | 537  | 520  | 539  |

La commune est dans les « Pyrénées centrales », une petite région agricole occupant le sud du département de la Haute-Garonne, massif montagneux où s’étagent les vallées profondes, la forêt et les zones intermédiaires, les estives. En 2020, l'orientation technico-économique de l'agriculture  sur la commune est l'élevage bovin, orientation mixte lait et viande. Neuf exploitations agricoles ayant leur siège dans la commune sont dénombrées lors du recensement agricole de 2020 (20 en 1988). La superficie agricole utilisée est de 539 ha,,.
La fromagerie fermière Icart, fondée en 1960, propose une tomme des Pyrénées au lait cru.

## Culture locale et patrimoine

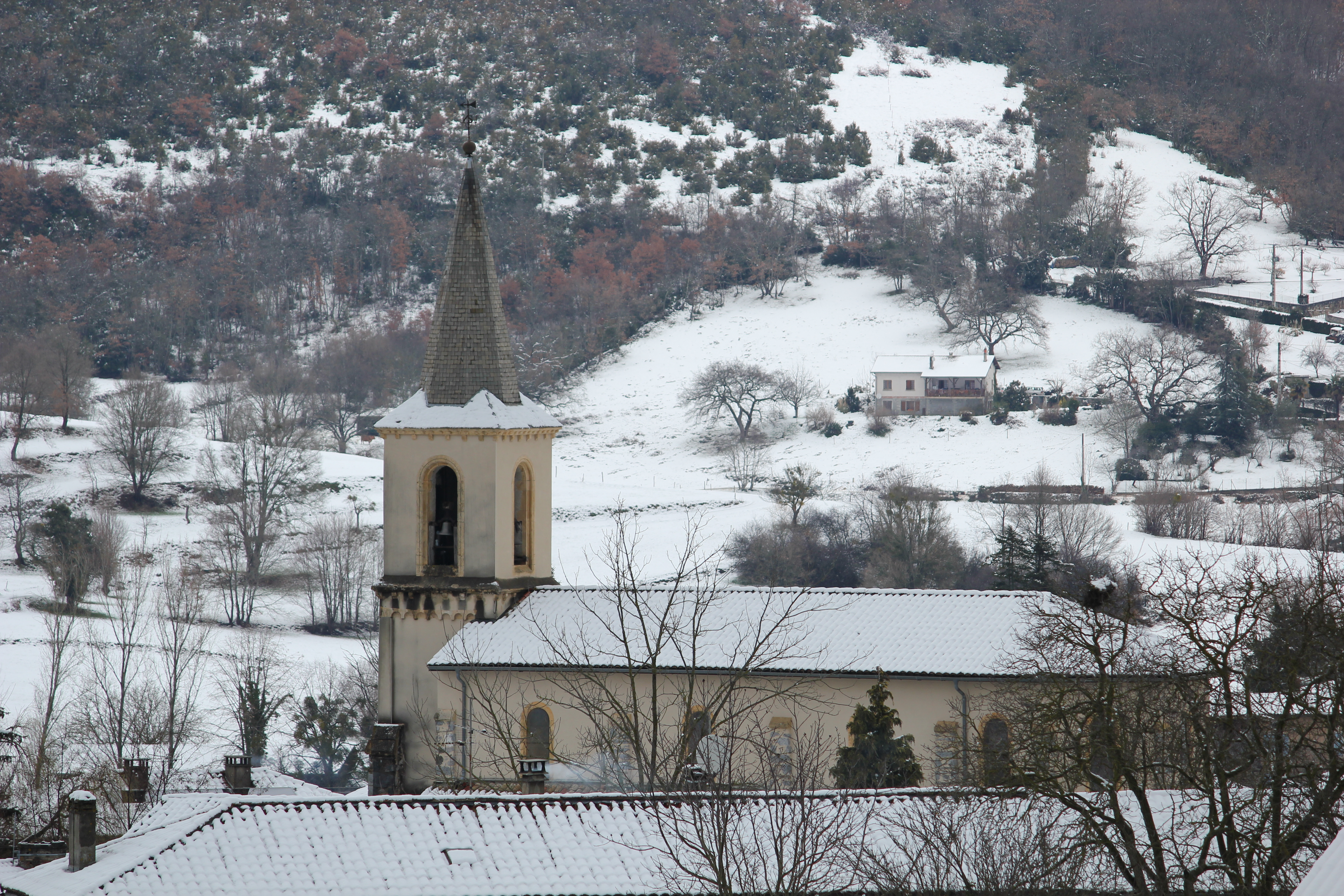
Vue de carrère.

### Lieux et monuments
- Église Saint-Maurice datant du XIXe siècle.
- Grotte de Noustens .
- Gouffre de Katach : profondeur -153 m, développement 200 m.
- Gouffre des Lisses : profondeur -42 m, développement 70 m.

### Personnalités liées à la commune
- Marcel Jean-Louis (1900-1944), Résistant et passeur vers l'Espagne, né sur la commune et mort fusillé.

## Pour approfondir